# Ceratonereis costae
Ceratonereis costae är en ringmaskart som först beskrevs av Grube 1840.  Ceratonereis costae ingår i släktet Ceratonereis och familjen Nereididae. Inga underarter finns listade i Catalogue of Life.